# Ambesse Tolosa
Ambesse Tolosa (Shewa, 28 augustus 1977) is een Ethiopische langeafstandsloper, die voornamelijk actief is op de marathon.

## Loopbaan
Op 21-jarige leeftijd boekte Tolosa zijn eerste internationale resultaat door het winnen van de marathon van Hokkaido. Sindsdien was hij vaak te vinden op de grote marathons, inclusief die in Amsterdam en Rotterdam, zonder overigens tot spectaculaire resultaten te komen. Qua klassering was tot 2004 zijn vijfde plaats in de marathon van Peking van 2001 zijn beste resultaat, qua tijd zijn 2:10.09 in de marathon van Amsterdam in 2002.
Vanaf 2004 boekte Tolosa echter verschillende aansprekende overwinningen. Dat jaar won hij de marathon van Parijs in een tijd van 2:08.56, een persoonlijk record. In 2006 schreef hij drie marathons op zijn naam: de Tokyo International Marathon, die van San Diego en van Honolulu.
In 2007 werd Tolosa op 15 april zesde op de marathon van Rotterdam en was hij aan het eind van het jaar in Honolulu aanvankelijk opnieuw de sterkste in 2:17.26. Toen naderhand bleek, dat bij een dopingcontrole sporen van een opiaat in zijn bloed waren aangetroffen, werd hem in juni 2008 de overwinning uit 2007 afgenomen en werd Tolosa door de Ethiopische sportbond met terugwerkende kracht vanaf 2 mei 2008 tot 4 april 2010 geschorst. Als winnaar van de marathon in Honolulu werd nu uitgeroepen de als tweede in 2:18.53 aangekomen Jimmy Muindi.

## Persoonlijke records
| Onderdeel      | Prestatie | Datum            | Plaats    |
| -------------- | --------- | ---------------- | --------- |
| 10 km          | 27.56     | 10 juni 2000     | Groesbeek |
| halve marathon | 1:02.19   | 5 mei 2002       | Brussel   |
| 25 km          | 1:15.31   | 12 februari 2006 | Tokio     |
| 30 km          | 1:30.43   | 21 april 2002    | Rotterdam |
| marathon       | 2:08.56   | 4 april 2004     | Parijs    |

## Palmares

### halve marathon
- 2002: 13e WK in Brussel - 1:02.19
- 2007:  18e halve marathon van Ras al-Khaimah -  1:03.58

### marathon
- 1998:  marathon van Hokkaido - 2:10.13
- 1998: 6e marathon van Fukuoka - 2:10.27
- 1999: 13e WK - 2:16.45
- 2000: 8e marathon van Rotterdam - 2:10.57
- 2001: 5e marathon van Peking - 2:10.37
- 2002: 7e marathon van Amsterdam - 2:10.09
- 2002: 7e marathon van Rotterdam - 2:11.34
- 2003: 6e marathon van Tokio - 2:12.32
- 2003: 13e marathon van Londen - 2:13.33
- 2003: 19e WK - 2:12.19
- 2003: 4e marathon van Milaan - 2:11.12
- 2004:  marathon van Parijs - 2:08.56
- 2004: 15e OS - 2:15.39
- 2005: 19e WK - 2:16.36
- 2005: 9e marathon van Parijs - 2:11.41
- 2006:  marathon van Tokio - 2:08.58
- 2006:  Rock 'n' Roll Marathon - 2:10.08
- 2006:  marathon van Honolulu - 2:13.42
- 2007:  marathon van Lake Biwa - 2:11.15
- 2007: 6e Rotterdam Marathon - 2:12.38
- 2007: 38e WK in Osaka - 2:30.20
- 2007:  marathon van Honolulu - 2:30.20
- 2007:  marathon van Otsu - 2:11.15
- 2011: 15e marathon van Dubai - 2:18.38

### veldlopen
- 2000: 27e WK lange afstand - 36.36